# Collingwood Football Club

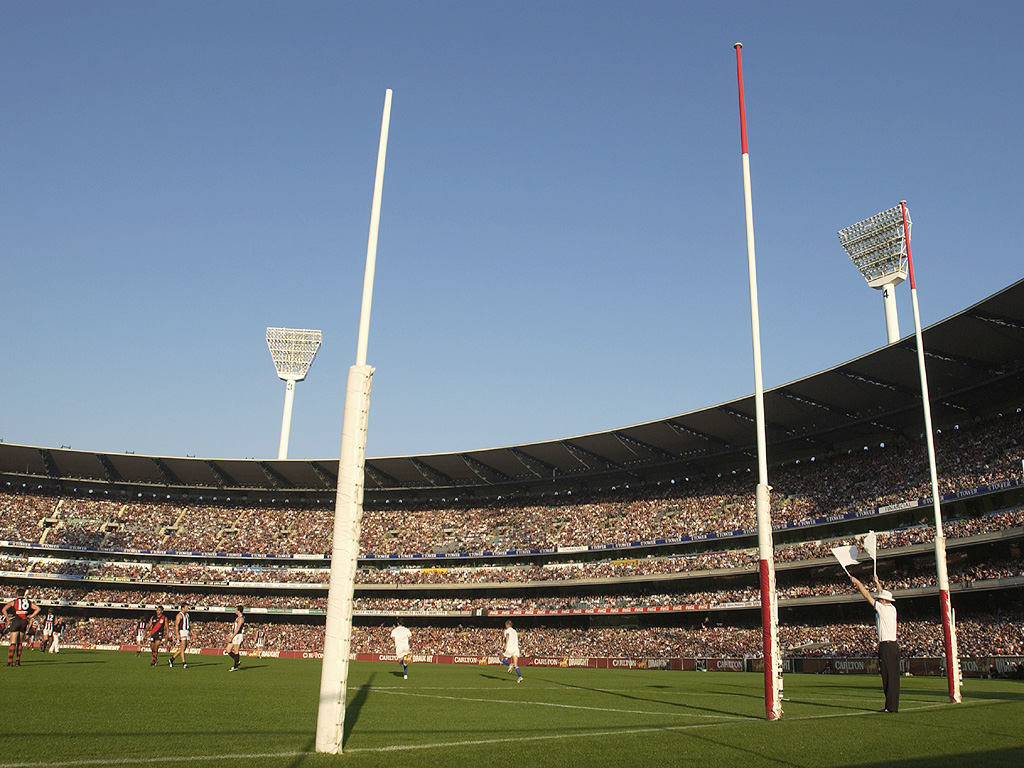
Il Melbourne Cricket Ground

Il Collingwood Football Club è un club di football australiano che gioca al Melbourne Cricket Ground (uno stadio di cricket di Melbourne). Il club è stato fondato nel 1892, e da allora ha vinto 14 finali, e si è classificato ultimo una sola volta.
Il club è soprannominato the Magpies, "le Gazze ladre", anche abbreviato in the pies. I Magpies sono noti per avere una schiera di appassionati molto passionali, detti The Magpie Army. Con l'avvento della lega nazionale, le rivalità con gli altri club di Melbourne (Carlton, Essendon e Richmond) si sono leggermente attenuate, pur rimanendo classiche sfide durante la stagione.
Il club era tradizionalmente noto per essere il club cattolico, probabilmente per via dell'appoggio dell'uomo d'affari John Wren, e dei numerosi supporter di origine irlandese che vivevano nel quartiere di Collingwood all'inizio del ventesimo secolo.
Le partite di Collingwood hanno per tradizione attratto le maggiori folle di spettatori rispetto ad ogni altro sport in Australia. Nel 1970, 121.696 spettatori (tuttora record australiano per una manifestazione sportiva) assistettero alla finale del campionato, dove Carlton sconfisse Collingwood. Tra le squadre dello Stato del Vittoria, Collingwood è il club con il maggior numero di abbonati .
Il motto del club è "Floreat Pica", tradotto dal latino, fioriscano le gazze ladre.

## Storia
Negli anni ottanta del diciannovesimo secolo sorse l'idea di un club di football nel quartiere di Collingwood, ma la fondazione non avvenne prima del 1892, quando una folla entusiasta assistette alla nascita del club.
Il club giocò le prime partite al Victoria Park, riscuotendo immediatamente un buon successo, tanto che la Victorian Football Association (VFA) accolse subito il club tra i propri membri per rivaleggiare con la squadra del vicino quartiere di Fitzroy.
Il primo match di Collingwood fu disputato al Victoria Park il 7 maggio 1892 contro i Carlton Blues. La nuova tribuna principale e gli spogliatoi non erano ancora stati terminati e i giocatori utilizzarono i locali dell'adiacente Yarra Hotel.
Una folla di 16.000 persone assistette alla partita. Carlton vinse l'incontro, ma Collingwood si rifece di lì a poco battendo Williamstown all'ovale Gellibrand per 4 a 3.
La squadra migliorò velocemente e vinse il primo e unico titolo VFA nel 1896, battendo South Melbourne nella prima finale di campionato. In effetti, alla fine della stagione regolare le due squadre terminarono allo stesso numero di punti e si decise di far disputare una partita di finale tra le due squadre. Collingwood vinse la prima finale VFA il 3 ottobre all'East Melbourne Cricket Ground, per 6 goal a 5.
Nel 1897, Collingwood con altri 7 club (Fitzroy, Melbourne, St Kilda, Carlton, Essendon, South Melbourne e Geelong) si separò dalla VFA per fondare la Victorian Football League (VFL).
Collingwood è il detentore della striscia vincente più lunga nella storia della VFL – AFL, 4 campionati in fila dal 1927 al 1930. Ma di converso è anche noto per aver perso un gran numero di finali di campionato, a partire dagli anni sessanta Collingwood infatti ha perso ben nove finali (1960, 1964, 1966, 1970, 1977 (pareggiata e poi persa nel rematch), 1979, 1980, 1981). Nel 1990 finalmente Collingwood, guidato dall'allenatore Leigh Matthews, tornò alla vittoria battendo nettamente Essendon in finale.
In seguito alla vittoria del campionato del 1990, Collingwood finì una fase di declino, interrotta all'inizio del 2000 dal nuovo presidente Eddie McGuire, che ha guidato il club, attraverso un progressivo miglioramento e svecchiamento, a risalire la china e ritornare alle finali. Ironicamente è stato proprio l'ex allenatore Leigh Matthews a infliggere due ulteriori sconfitte in finale ai magpies, nel 2002 e 2003.
Collingwood è stato uno degli ultimi club ad abbandonare il proprio stadio storico, il Victoria Park, per trasferirsi nel più moderno e vasto MCG (Melbourne Cricket Ground), dove giocano la maggior parte dei club di Melbourne. La sede del club è stata recentemente trasferita nel nuovo Lexus Centre, di fronte all'MCG.
Collingwood non è l'unico club di football australiano ad essere soprannominato magpies e ad avere una maglia a strisce verticali bianche e nere. Nel 1997 Port Adelaide entrò a far parte della AFL, e decise di cambiare il proprio nome da Port Adelaide Magpies a Port Adelaide Power, e cambiò i propri colori da bianco e nero in azzurro e nero.
Collingwood continua ad essere uno dei club più potenti ed economicamente forti grazie alla grande base di supporter e di sponsor.

## Record
- Campionati vinti:
  - VFA: 1896
  - VFL/AFL:
    - Seniors:1902, 1903, 1910, 1917, 1919, 1927, 1928, 1929, 1930, 1935, 1936, 1953, 1958, 1990, 2010.
    - Riserve: 1919, 1920, 1922, 1925, 1940, 1965, 1976.
    - Under 19: 1960, 1965, 1974, 1986
- Pre campionati:
  - 1979
- McClelland Trophy:
  - 1959, 1960, 1964, 1965, 1966, 1970, 2010
- Finalisti:
  - 1901, 1905, 1911, 1915, 1918, 1920, 1922, 1925, 1926, 1937, 1938, 1939, 1952, 1955 1960, 1964, 1966, 1970, 1977, 1979, 1980, 1981, 2002, 2003, 2018
- Wooden spoon – cucchiaio di legno:
  - 1976, 1999.

## Capitani
- Bill Strickland 1897
- Bill Proudfoot 1898-1899 1901
- Dick Condon 1899-1900
- Lardie Tulloch 1902-1904
- Charlie Pannam 1905
- Alf Dummett 1906
- Arthur Leach 1906-1907
- Eddie Drohan 1908
- Bob Nash 1908-1909
- George Angus 1910-1911
- Jock McHale 1912-1913
- Dan Minogue 1914-1916
- Percy Wilson 1917-1918
- Con McCarthy 1919
- Dick Lee 1920-1921
- Tom Drummond 1922
- Harry Curtis 1923
- Charlie Tyson 1924-1926
- Syd Coventry 1927-1934
- Harry Collier 1935-1939
- Jack Regan 1940-1941 1943
- Phonse Kyne 1942 1946-1949
- Pat Fricker 1944
- Albie Pannam 1945
- Gordon Hocking 1950-1951
- Lou Richards 1952-1955
- Neil Mann 1955-1956
- Bill Twomey 1957
- Frank Tuck 1958-1959
- Murray Weideman 1960-1963
- Ray Gabelich 1964-1965
- John Henderson 1965
- Des Tuddenham 1966-1969 1976
- Terry Waters 1970-1971
- Wayne Richardson 1971-1975
- Max Richardson 1977
- Len Thompson 1978
- Ray Shaw 1979-1980
- Peter Moore 1981-1982
- Mark Williams 1983-1986
- Tony Shaw 1987-1993
- Gavin Brown 1994-1998
- Nathan Buckley 1999-2007
- Scott Burns 2008
- Nick Maxwell 2009-

## Trofei individuali

### Vincitori della medaglia Brownlow per il miglior giocatore
- Syd Coventry (1927)
- Albert Collier (1929)
- Harry Collier (1930 a pari merito con Allan Hopkins e Stan Judkins)
- Marcus Whelan (1939)
- Des Fothergill (1940 a pari merito con Herbie Matthews)
- Len Thompson (1972)
- Peter Moore (1979)
- Nathan Buckley (2003 a pari merito con Mark Ricciuto e Adam Goodes)

### Vincitori del Leigh Matthews Trophy per il miglior giocatore (secondo l'associazione giocatori)
- Darren Millane (1990)
- Dane Swan (2010)

### Vincitori della Medaglia Coleman per il miglior marcatore
- Ian Brewer (1958)
- Peter McKenna (1972, 1973)
- Brian Taylor (1986)

### Vincitori della Medaglia Norm Smith
- Tony Shaw (1990)
- Nathan Buckley (2002)
- Scott Pendlebury (2010)

### Mark dell'anno
- Billy Picken (1976)
- Chris Tarrant (2003)

### Goal dell'anno
- Mick McGuane (1994)

## Altri record
- Vittoria con il maggior margine: 178 punti, 1979 - Collingwood 31.21 (207) contro St Kilda Football Club 3.11 (29)

### Record di giocatori
- Maggior numero di partite: Tony Shaw - 313 (1977-1994)
- Maggior numero di goal in un match: Gordon Coventry - 17 goal 4 behinds (R12, 1930, VP)
- Maggior numero di trofei Best & Fairests: Nathan Buckley - 6 (1994, 1996, 1998, 1999, 2000, 2003)
- Maggior numero di partite da allenatore: Jock McHale - 714 (1912-1949)¹
- Maggior numero di partite come capitano: Nathan Buckley - 162 (1999-2006)
- Maggior numero di goal in stagione: Peter McKenna - 143 (1970)
- Maggior numero di goal: Gordon Coventry - 1299 (1920-1937)

## Squadra del secolo
Collingwood ha annunciate la propria squadra del secolo il 14 giugno 1997, per celebrare i 100 anni di fondazione della VFL.

| La squadra del secolo |                                 |                  |                        |
| Backs:                | Haorld Rumney                   | Jack Regan       | Syd Coventry (Captain) |
| Half Backs            | Billy Picken                    | Albert Collier   | Nathan Buckley         |
| Midfield              | Thorold Merrett                 | Bob Rose         | Darren Millane         |
| Half Forwards:        | Des Fothergill                  | Murray Weideman  | Dick Lee               |
| Forwards:             | Phonse Kyne                     | Gordon Coventry  | Peter Daicos           |
| Followers:            | Len Thompson                    | Des Tuddenham    | Harry Collier          |
| Interchange:          | Tony Shaw                       | Wayne Richardson | Marcus Whelan          |
|                       | Gavin Brown (aggiunto nel 2002) |                  |                        |
| Allenatore            | Jock McHale                     | Jock McHale      | Jock McHale            |